# Hannes Laine
Johannes "Hannes" Laine, född 14 augusti 1890 i Orivesi, död 23 januari 1937 i Cromwell, Minnesota, var en amerikafinländsk dragspelare. Laine ingick tillsammans med xylofonisten Walter Toppila i orkestern Laine-Toppila Orkesteri, som gjorde sex skivinspelningar i USA 1929.

## Biografi
Laine var son till Kustaa och Roosa Laine. När fadern 1893 blev spårväktare vid järnvägsstationen i Haapamäki flyttade familjen till dit och 1898 flyttade familjen till Pihlajavesi efter att fadern blivit spårväktare vid stationen där. Hannes började spela dragspel som nioåring och var helt självlärd. 1909 emigrerade han till USA för att där kunna spela professionellt. Även två av hans bröder emigrerade till Amerika, medan den tredje brodern Yrjö, som också bar dragspelare, stanna i Finland. Efter ankomsten till USA började Laine arbeta som målare och sedan som gruvarbetare i koppargruvor. Inte långt senare drabbades han av en lungsjukdom som medföljde ett kroniskt hjärtfel. Laine började så småningom uppträda vid konserter och komponerade egna musikstycken, däribland Lännen polkka som han spelade in på grammofon.
På 1910- och 1920-talen konserterade Laine bland de finska invandrarna i Michigan, Minnesota och Wisconsin. 1929 började han göra omfattande konsertresor med Walter Toppila, först västerut ända till Stilla havskusten och därefter österut genom Ohio och New Jersey till New York. Även Laines hustru Jennie Paananen spelade xylofon och en av sönerna blev trumpetare. Efter hand började makarna Laine att själva organisera sina uppträdanden och bra med pengar på biljettförsäljningen; under en kväll kunde intäkterna uppgå 100 dollar, vilket var en ansenlig summa. Den 21 november 1929 inbjöds Laine och Toppila till Victors inspelningsstudio i Chicago, där de spelade in sex skivor. Laine fick 300 dollar i betalning av bolaget, som eljest brukade betala 50 dollar per skiva. Mot slutet av livet blev Laine allt mer sjuklig och många bekanta artister besökte honom i Cromwell, däribland den rikskända duetten Viola Turpeinen och John Rosendahl.
Hannes Laine avled av en hjärtsjukdom 1937 och blev 46 år gammal.